# 川崎義徳
川崎 義徳（かわさき よしのり、1931年11月29日 - 2024年7月25日 ）は日本の裁判官。滋賀県生まれ。

## 概要
京都大学卒業。1954年に司法修習生となる。1956年に岐阜地裁・家裁で裁判官実務を経験し、1965年に最高裁調査官、1967年に最高裁事務総局で民事局課長、1972年に那覇地裁総括判事、1975年3月に東京地裁総括判事を経験。1975年4月に司法研修所事務局長に就任するも、1976年5月に女性が法曹界に進出するのに否定的発言をするという形で女性研修生に対する差別として、同年9月14日に研修所から書面による厳重注意処分を受けた（裁判官訴追委員会から訴追請求を受けるも不訴追となった）。
1979年10月に東京地裁総括判事、1981年3月に最高裁民事・行政局長、1983年7月に最高裁経理局長、1986年9月に最高裁事務次長、1988年1月に千葉地裁所長、1989年11月に最高裁事務総長、1992年2月に大阪高裁長官、1994年3月に東京高裁長官を歴任し、1996年11月に定年退官。
1997年7月から2002年6月まで公害等調整委員会委員長を務めた。公害等調整委員会委員長時代は香川県の豊島の産業廃棄物問題について不法投棄現場を直接視察した上で公害調停を出し、小田急沿線騒音について住民に慰謝料を支払うことを求める裁定を下した。
2004年4月瑞宝大綬章受章。